# بنکومو

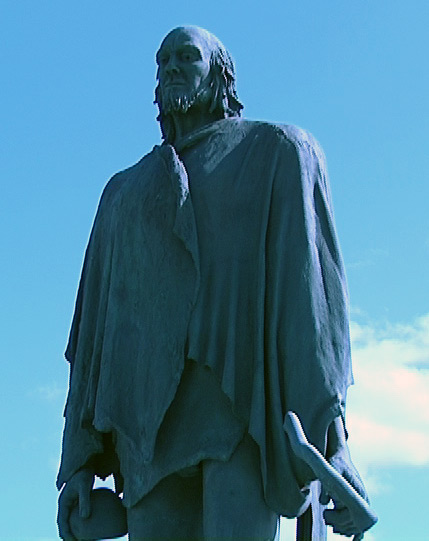
مجسمهٔ بنکومو در جزیرهٔ تنریف، کاندلاریا.

بنکومو (Bencomo) یا بنچومو (Benchomo)، (زادهٔ ۱۴۳۸ میلادی - درگذشتهٔ نوامبر ۱۴۹۴ میلادی)، شاه تائورو، یکی از پادشاهی‌های نُه‌گانهٔ جزیرهٔ آچینت (امروزه با نام تنریف شناخته می‌شود) بود. بنکومو در سدهٔ پانزدهم میلادی به همراهی تنی چند از دیگر پادشاههات تنریف علیه اسپانیایی‌های متجاوز جنگید و در اولین نبرد آسنتیو موفق شد پیروزی چشمگیری بر آنها بدست بیاورد. احتمال داده می‌شود که مرگ او و برادرش، تینگوارو، در نبرد آگوئرو بر بلندی‌های سن روک رخ داده باشد.
او چندین فرزند داشت از جمله دسیل، بنتور، رویمان، روزالوا، چاچیناما، و تینات. بنتور پس از مرگ پدرش، بنکومو، توانست به پادشاهی برسد تا اینکه در فوریهٔ ۱۴۹۶ خودکشی کرد. بنتور آخرین پادشاه تائورو بود.